# Kabupaten Ende
Kabupaten Ende är ett kabupaten i Indonesien.   Det ligger i provinsen Nusa Tenggara Timur, i den södra delen av landet, 1 700 km öster om huvudstaden Jakarta. Antalet invånare är 260 605.